# Liste der Mitglieder des Bayerischen Landtages (Königreich, 5. Wahlperiode)
Diese Liste gibt einen Überblick über alle Mitglieder des Bayerischen Landtages in der 5. Wahlperiode des Königreichs Bayern (1839–1845). In die Wahlperiode fallen die Sitzung der 8. Ständeversammlung vom 28. Dezember 1839 bis zum 15. April 1840 und der 9. Ständeversammlung vom 14. November 1842 bis 30. August 1843.

## Kammer der Abgeordneten

### Präsidium
- 1. Präsident: Carl Graf von Seinsfeld
- 2. Präsident: Karl von Korb, 8. Landtag, Hieronymus Johann Paul Ritter von Bayer (1792–1876), 9. Landtag
- 1. Sekretär: Jakob von Windwart, 8. Landtag, Gottlieb Freiherr von Thon-Dittmer (1802–1853), 9. Landtag
- 2. Sekretär: Gottlieb Freiherr von Thon-Dittmer (1802–1853), 8. Landtag, Jakob von Windwart, 9. Landtag

### Abgeordnete

#### A
- Joseph Ambros Michael von Albrecht (1807–1878)
- Friedrich Ammensdörfer (1785–1850)

#### B
- Johann Bach
- Georg Bähr
- Hieronymus Johann Paul Ritter von Bayer (1792–1876)
- Georg Beer
- Ludwig Louis Benzino
- Stephan Bergold (1789–1846)
- Friedrich Anton Bertram
- Johann Georg Bestelmeyer (1785–1852)
- Rupert Wilhelm Billmann
- Georg Binner
- Leonhard Blass
- Christian Friedrich Boeckh (1777–1855)
- Jacob Anton Brogino
- Simon Bruckmayer
- Joseph Brückner
- Peter Brunck
- Theobald Graf von Butler-Clonebough

#### C
- Gideon Camuzzi
- Christoph Clement

#### D
- Andreas von Dall'Armi
- Joseph Johann Nepomuck Wenzelslaus Graf von Deym Zu Arnstorf

#### E
- Franz Andreas Ebenhöch (1789–1857)
- Anton Eberle
- Peter Eberle
- Johann Ebert
- Johann Ernst August Enke
- Friedrich Erthel
- Johann Nepomuk Eser

#### F
- Adam von Faßmann
- Anton von Fischer (1792–1877)
- Johannes Fitting
- Joseph Anton Ritter von Flembach
- Gabriel Folie
- Carl August Freiherr von und zu Alt- und Neufrauenhofen
- Maximilian Prokop Freiherr von Freyberg-Eisenberg
- Leonhard Friedrich
- Otto Karl Freiherr von Fuchs

#### G
- Georg Christoph Gack (1793–1867)
- Heinrich Gampert
- Heinrich Gareis
- Johann Benedikt von Glass
- Wilhelm Johann Emanuel Glenk
- Adam Göbel
- Christoph Wilhelm Götz
- Wolfgang Gresser
- Wilhelm Eduard Freiherr von Gumppenberg

#### H
- Nikolaus Haas (1779–1855)
- Philipp Hack
- Erhard Christian von Hagen
- Adolph Gottlieb Christoph Ritter von Harleß
- Johann Karl Christoph Friedrich Freiherr von Harsdorf
- Anton Hegele
- Johann Caspar Herrschmann
- Michael Hoffmann
- Peter Hoffmann
- Joseph Höfter (Hefter)
- Georg Hölzlein
- Rudolf Sigmund von Holzschuher
- Johann Hummel

#### J
- Andreas Jordan (1775–1848)

#### K
- Stephan Kaden
- Nikolaus Klausner
- Philipp Heinrich Koch
- Gottfried Kolb
- Karl von Korb
- Markus Körblein
- Friedrich Conrad Kornburger
- Christoph Wilhelm Karl Freiherr von Kress Von Kressenstein

#### L
- Peter Ladenberger
- Pankraz Lambert
- Christian von Landgraf
- Johann Lang
- Christian Gottfried Laubmann
- Franz Xaver Lechner
- Johann Georg Friedrich Leuchs
- Johann Sebastian Leybold
- Karl Freiherr von Lichtenstern-Reisner
- Joseph Lipp (vor 1840–1847)
- Johann Thomas Lochmüller
- Christian Matthias Lodter

#### M
- Joseph Anton Ritter von Maffei (1790–1870)
- Bernhard Mayer
- Heinrich Wilhelm Elisa Mayer (Meyer)
- Friedrich Wilhelm Meinel (1791–1879)
- Martin Moser
- Philipp von Mühldorfer (1801–1865)
- Daniel Ernst Müller (1797–1868)
- Michael Müller

#### N
- Johann Adam Neuland
- Joseph Anton Niggl

#### O
- Georg Friedrich von Oerthel

#### P
- Joseph Albin Parth (1782–1844)
- Georg Benedikt Ritter von Poschinger
- Valentin Maximilian Pummerer

#### R
- Alois Rauch
- Johann Georg Friedrich Rebmann
- Johann Michael Freiherr von Reck
- Johann Georg Reudelhuber (1784–1860)
- Franz Xaver Riezler (1788–1854)
- Bonifaz Rist († 1843), bis 29. November 1842
- Daniel Ritter (1822–nach 1870)
- Hermann Freiherr von Rotenhan (1800–1858)

#### S
- Christoph Konrad Saur
- Ferdinand Benedikt Freiherr von Schaezler
- Johann Christoph Schäfer
- Johann Baptist Schaller
- Adam Schardt
- Joseph Schattenfroh
- Johann von Schedel Greiffenstein
- Johann Andreas Schleissinger
- Johann Jakob Schmidt
- Franz Xaver Schnell
- Joseph Schönlaub
- Theodor Schulz
- Joseph Schwab
- Johann Schweymaier
- Peregrin Schwindl
- Georg Friedrich Albrecht Freiherr von Seckendorff
- Mathias Seeholzer
- Philipp Wilhelm Seewald
- Carl Graf von Seinsheim
- Johann Albrecht Sigmund
- Johann Nepomuk Silberhorn
- Johann Friedrich Staedtler
- Georg Stangl
- Karl Martin Ritter von Stegmayer
- Georg Moritz Stöcker (1797–1852)
- Nikolaus von Streber

#### T
- Franz Tafel (1799–1869)
- Heinrich Ferdinand Freiherr von und zu der Tann-Rathsamhausen
- Gottlieb Freiherr von Thon-Dittmer (1802–1853)
- Alois Tischer
- Friedrich Trautner
- Johann Sigmund Carl Freiherr von Simmelsdorf Tucher

#### U
- Joseph von Utzschneider

#### V
- Remigius Vogel
- Peter Philipp Vollmer

#### W
- Christoph Daniel Walch
- Friedrich Ludwig Wanzel
- Cölestin Weinzierl
- G. Weiß
- Johann Weiss
- Ludwig Erasmus Weiss
- Georg Karl Friedrich Adolf Freiherr von Welden
- Franz Xaver Ritter von Wening
- Joseph Wiespauer
- Joseph Windorfer
- Jakob von Windwart
- Joseph Wochinger
- Christian Heinrich Wolf
- Anton Wunderle (1789–1855), ab 29. November 1842
- Joseph Wurm (1786–1866)

#### Z
- Johann Baptist Zarbl
- Georg Friedrich Zemsch
- Jakob Josef Ziegler
- Karl Friedrich Ziegler
- Christian Christoph Zinn

## Kammer der Reichsräte

### Präsidium
- 1. Präsident: Sebastian Freiherr Schrenck von Notzing (1774–1848), 8. Landtag, Carl Fürst zu Leiningen-Hartenburg, 9. Landtag
- 2. Präsident: Carl Maria Rupert Graf von Arco-Valley
- 1. Sekretär: Eduard von Schenk (1788–1841), 8. Landtag, Franz Ludwig Graf Schenk von Stauffenberg, 9. Landtag
- 2. Sekretär: Franz Ludwig Graf Schenk von Stauffenberg, 8. Landtag, Friedrich von Zu Rhein, 9. Landtag

| Inhaltsverzeichnis A B C E F G L M O P R S T U W Z |

#### A
- Carl Maria Rupert Graf von Arco-Valley
- Maximilian Joseph Graf von Arco-Valley (1806–1875)
- Ludwig Aloys Graf von Arco-Zinneberg
- Joseph Ludwig Graf von Armansperg (1787–1853)

#### B
- Carl Theodor Maximilian Prinz von Bayern (1795–1875)
- Luitpold Emanuel in Bayern
- Luitpold von Bayern (1821–1912)
- Max Joseph in Bayern (1808–1888)
- Maximilian II. Joseph von Bayern (1811–1864)

#### C
- Friedrich Ludwig Graf zu Castell-Castell (1781–1875)

#### E
- Eberhard Franz Graf zu Erbach-Erbach und zu Wartenberg-Roth

#### F
- Georg Karl Freiherr von und zu Franckenstein
- Joseph Maria von Fraunberg
- Clemens Wenzeslaus Freiherr von Freyberg-Eisenberg-Knöringen
- Fidelis Ferdinand Graf von Fugger zu Glött (1795–1876)
- Raimund Ignaz Graf von Fugger zu Kirchberg und Weißenhorn
- Josef Hugo Graf von Fugger zu Kirchheim
- Max Josef Graf von Fugger zu Kirchheim
- Karl Anton Graf von Fugger zu Nordendorf

#### G
- Lothar Karl Anselm Joseph Freiherr von Gebsattel (1761–1846)
- Hermann Graf zu Giech
- Maximilian Joseph von Gravenreuth (1807–1874)
- Anton Joseph Freiherr von Gumppenberg

#### H
- Franz Joseph zu Hohenlohe-Schillingsfürst

#### L
- Carl Fürst zu Leiningen-Hartenburg
- Carl Ludwig Freiherr von Leonrod
- Maximilian Joseph Eugen Herzog von Leuchtenberg
- Carl Ludwig Freiherr von Lotzbeck
- Carl Friedrich Fürst zu Löwenstein-Wertheim-Freudenberg
- Carl Ludwig Constantin Fürst zu Löwenstein-Wertheim-Rosenberg

#### M
- Johann Anton Freiherr von Mandl von Deutenhofen
- Georg Ludwig Ritter von Maurer
- Maximilian Joseph Wilhelm Graf von Montgelas (1807–1870)

#### N
- Friedrich Emanuel Freiherr von Niethammer
- Julius Adolph Freiherr von Niethammer (1798–1882)

#### O
- Aloys Johann Fürst von Oettingen-Oettingen und Ottingen-Spielberg
- Otto zu Oettingen-Spielberg
- Friedrich Fürst zu Oettingen-Oettingen und Oettingen-Wallerstein
- Ludwig Fürst von Oettingen-Wallerstein (1791–1870)
- Franz Karl Rudolph Graf zu Ortenburg-Tambach

#### P
- Karl Theodor von Pappenheim (1771–1853)
- Johann Caspar Graf von Preysing zu Moos
- Maximilian Joseph Franz Graf von Preysing-Lichtenegg-Moos

#### R
- Albert Ulrich Graf von Rechberg und Rothenlöwen
- August Graf von Rechberg und Rothenlöwen (1783–1846)
- Ludwig Friedrich Graf von Rechteren und Limpurg
- Reinhard Burkart Graf von Rechteren und Limpurg
- Heinrich Aloys Graf von Reigersberg
- Peter Ritter von Richarz
- Karl Johann Friedrich Freiherr von Roth

#### S
- Cajetan Peter Graf von und zu Sandizell
- Eduard von Schenk
- Franz Erwein Damian Joseph Graf von Schönborn-Wiesentheid (1776–1840)
- Sebastian Freiherr von Schrenck (1774–1848)
- August Karl Graf von Seinsheim
- Franz Ludwig Philipp Schenk von Stauffenberg

#### T
- Maximilian Karl Fürst von Thurn und Taxis (1802–1871)
- Maximilian August Graf von Toerring-Guttenzell

#### U
- Kaspar Bonifaz Ritter von Urban

#### W
- Hugo Philipp Graf von Waldbott-Bassenheim
- Franz Fürst von Waldburg zu Zeil und Trauchburg
- Karl Theodor von Wrede
- Joseph Franz Freiherr von Würtzburg (1784–1865)

#### Z
- Maximilian Anton Friedrich Freiherr von Zandt
- Friedrich von Zu Rhein